# Harsefeld
Harsefeld es un municipio localizado en el norte de Alemania, dentro del estado federado de Baja Sajonia. Está situado al oeste de Hamburgo y cerca del río Elba.

## Historia

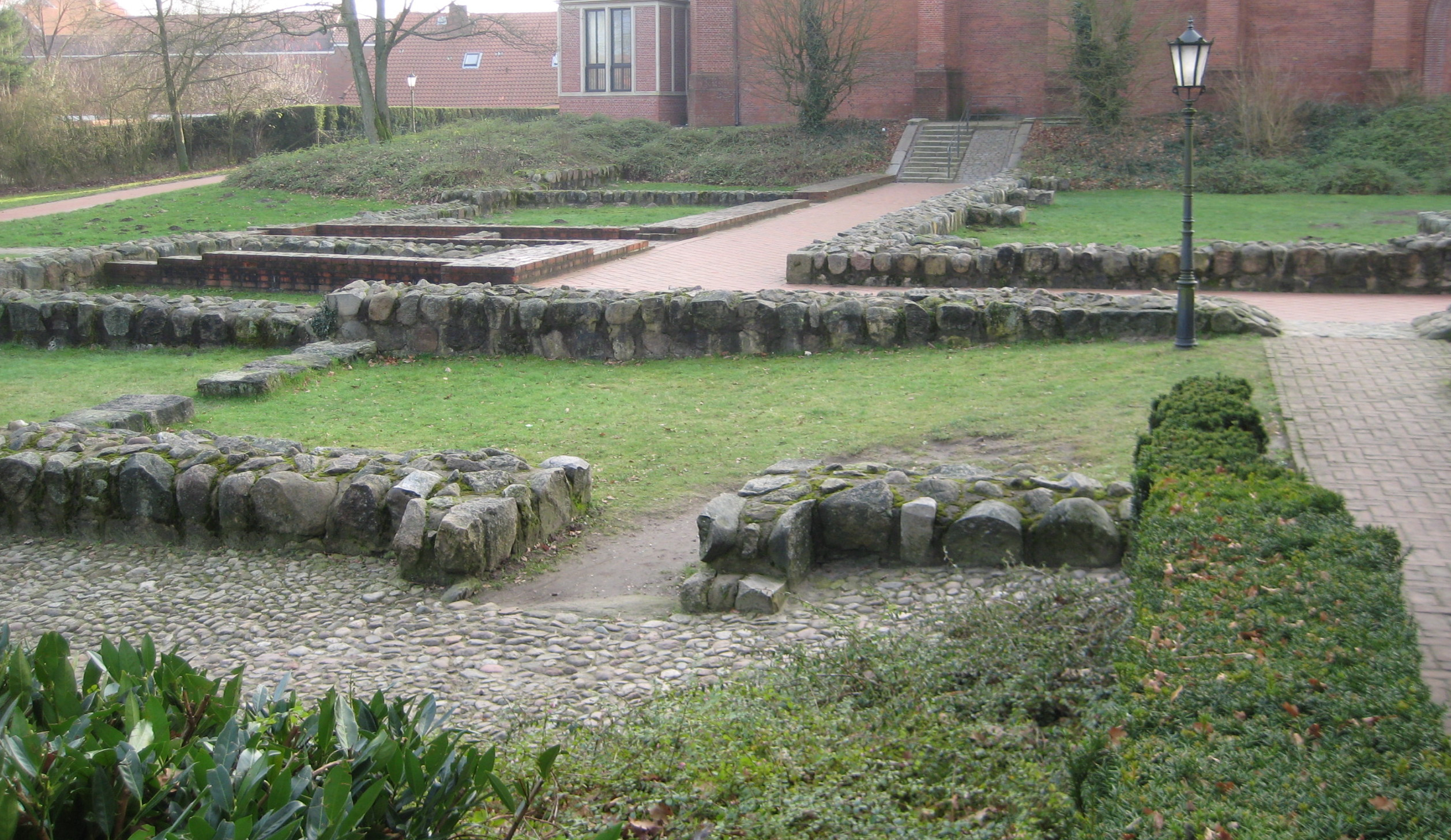
Restos del convento de Harsefeld.

El territorio del actual Harsefeld estaba incluido dentro del área de asentamiento de los sajones conquistada por Carlomagno entre los años 772 y 804. Se estima que en el lugar de la actual población se levantaba un pequeño templo para el culto pagano al caballo.
Tras su incorporación al imperio franco se formó el ducado de Sajonia y en uno de sus condados quedó integrada la población. En el 962, se puso a su cargo al conde Heinrich I quien fijó su residencia en la localidad e inició la construcción de una iglesia que no pudo terminarse hasta el 1001 debido al ataque de los normandos. Poco después –en el 1010– trasladó la sede del condado a la vecina Stade.
En 1102 se fundó un convento benedictino cuyos monjes impulsaron la piscicultura en la zona. Su iglesia sufrió dos incendios durante el siglo XIII y en los años 1545 y 1546 fue saqueada por el noble Joaquim Pentz. Finalmente, tras la guerra de los Treinta Años fue disuelto en 1647.

## Geografía

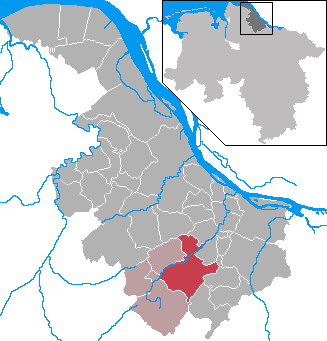
Situación de Harsefeld dentro del distrito del distrito de Stade.

### Localización
El municipio de Harsefeld se sitúa en el este de Baja Sajonia, no lejos del río Elba que hace de separación con Hamburgo y Schleswig-Holstein. Tiene los siguientes límites:
| Noroeste: Deinste    | Norte: Deinste              | Noreste: Horneburg           |
| Oeste: Bargstedt     |                             | Este: Bliedersdorf y Apensen |
| Suroeste: Ahlerstedt | Sur: Ahlerstedt y Sauensiek | Sureste: Sauensiek           |

### Características del territorio

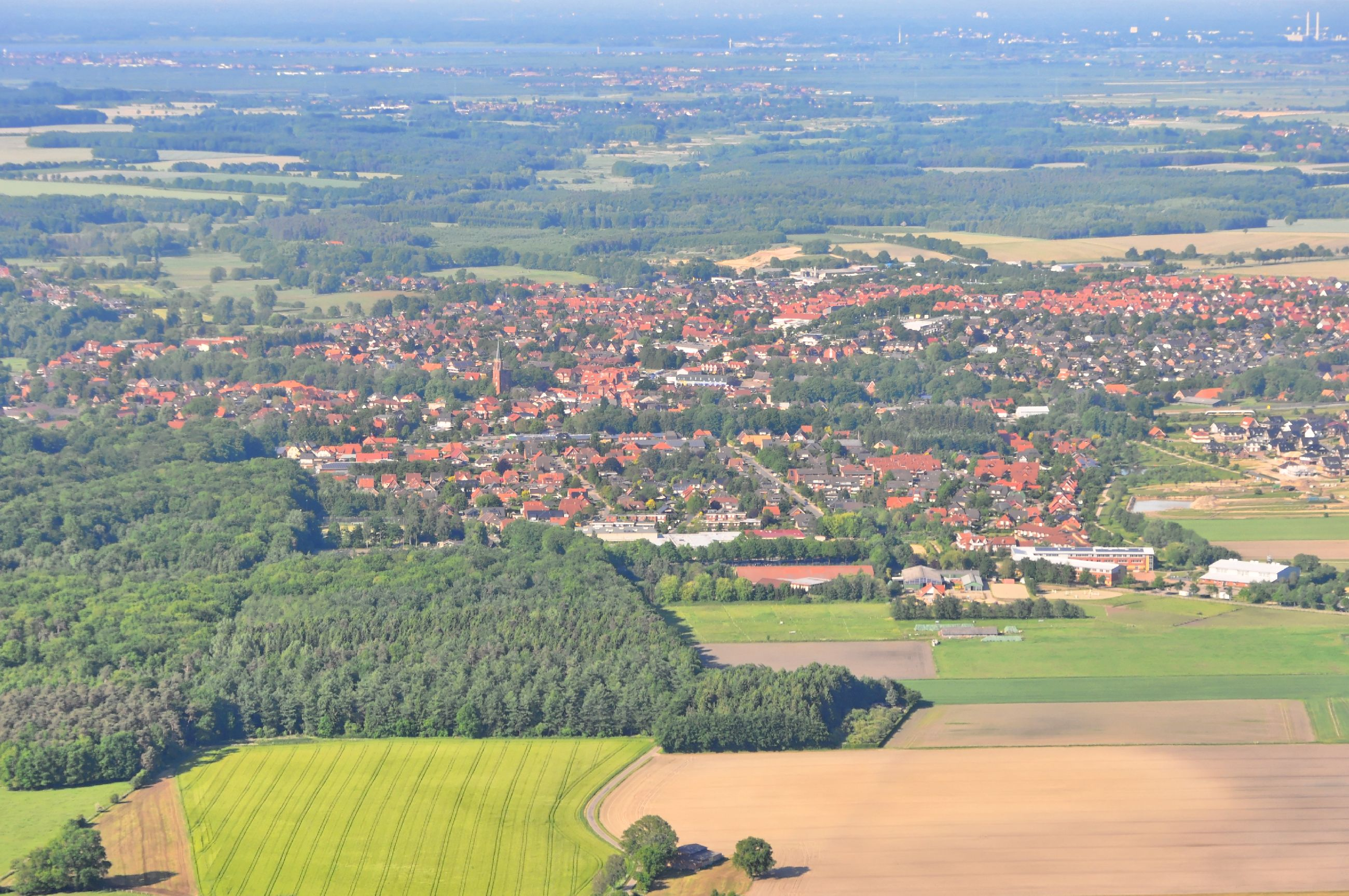
Vista aérea de Harsefeld.

El término municipal de Harsefeld abarca una superficie de 5181 ha. El área cultivada se compone de 2670 ha. Las áreas boscosas se concentran en dos bosques: el llamado Braken de 650 ha situado al sur y otro, de menor entidad, situado al este junto a la pedanía de Ruschwedel.
Su territorio es atravesado por el río Aue que, pasado el territorio municipal, se une al Landwettern y se convierte en el río Lühe que desemboca en el Elba.
Los valores climáticos medios de la estación meteorológica de Hamburgo situada a 48 km son los siguientes:
| Parámetros climáticos promedio de la estación de Hamburgo  | Parámetros climáticos promedio de la estación de Hamburgo | Parámetros climáticos promedio de la estación de Hamburgo | Parámetros climáticos promedio de la estación de Hamburgo | Parámetros climáticos promedio de la estación de Hamburgo | Parámetros climáticos promedio de la estación de Hamburgo | Parámetros climáticos promedio de la estación de Hamburgo | Parámetros climáticos promedio de la estación de Hamburgo | Parámetros climáticos promedio de la estación de Hamburgo | Parámetros climáticos promedio de la estación de Hamburgo | Parámetros climáticos promedio de la estación de Hamburgo | Parámetros climáticos promedio de la estación de Hamburgo | Parámetros climáticos promedio de la estación de Hamburgo | Parámetros climáticos promedio de la estación de Hamburgo |
| Mes                                                        | Ene.                                                      | Feb.                                                      | Mar.                                                      | Abr.                                                      | May.                                                      | Jun.                                                      | Jul.                                                      | Ago.                                                      | Sep.                                                      | Oct.                                                      | Nov.                                                      | Dic.                                                      | Anual                                                     |
| ---------------------------------------------------------- | --------------------------------------------------------- | --------------------------------------------------------- | --------------------------------------------------------- | --------------------------------------------------------- | --------------------------------------------------------- | --------------------------------------------------------- | --------------------------------------------------------- | --------------------------------------------------------- | --------------------------------------------------------- | --------------------------------------------------------- | --------------------------------------------------------- | --------------------------------------------------------- | --------------------------------------------------------- |
| Temp. máx. media (°C)                                      | 2.7                                                       | 3.8                                                       | 7.2                                                       | 11.9                                                      | 17                                                        | 20.2                                                      | 21.4                                                      | 21.6                                                      | 18                                                        | 13.3                                                      | 7.6                                                       | 4                                                         | 12.4                                                      |
| Temp. mín. media (°C)                                      | −2.2                                                      | −1.8                                                      | −0.4                                                      | 3                                                         | 7.2                                                       | 10.4                                                      | 12.2                                                      | 11.9                                                      | 9.4                                                       | 6.3                                                       | 2.5                                                       | -0.7                                                      | 4.9                                                       |
| Lluvias (mm)                                               | 61                                                        | 41                                                        | 56                                                        | 51                                                        | 57                                                        | 74                                                        | 82                                                        | 70                                                        | 70                                                        | 63                                                        | 71                                                        | 72                                                        | 768                                                       |
| Días de lluvias (≥ 1.0 mm)                                 | 12                                                        | 9                                                         | 11                                                        | 10                                                        | 10                                                        | 11                                                        | 12                                                        | 11                                                        | 11                                                        | 10                                                        | 12                                                        | 12                                                        | 131                                                       |
| Fuente: Wetterkontor (valores para el periodo 1961 a 1990) |                                                           |                                                           |                                                           |                                                           |                                                           |                                                           |                                                           |                                                           |                                                           |                                                           |                                                           |                                                           |                                                           |

### Comunicaciones

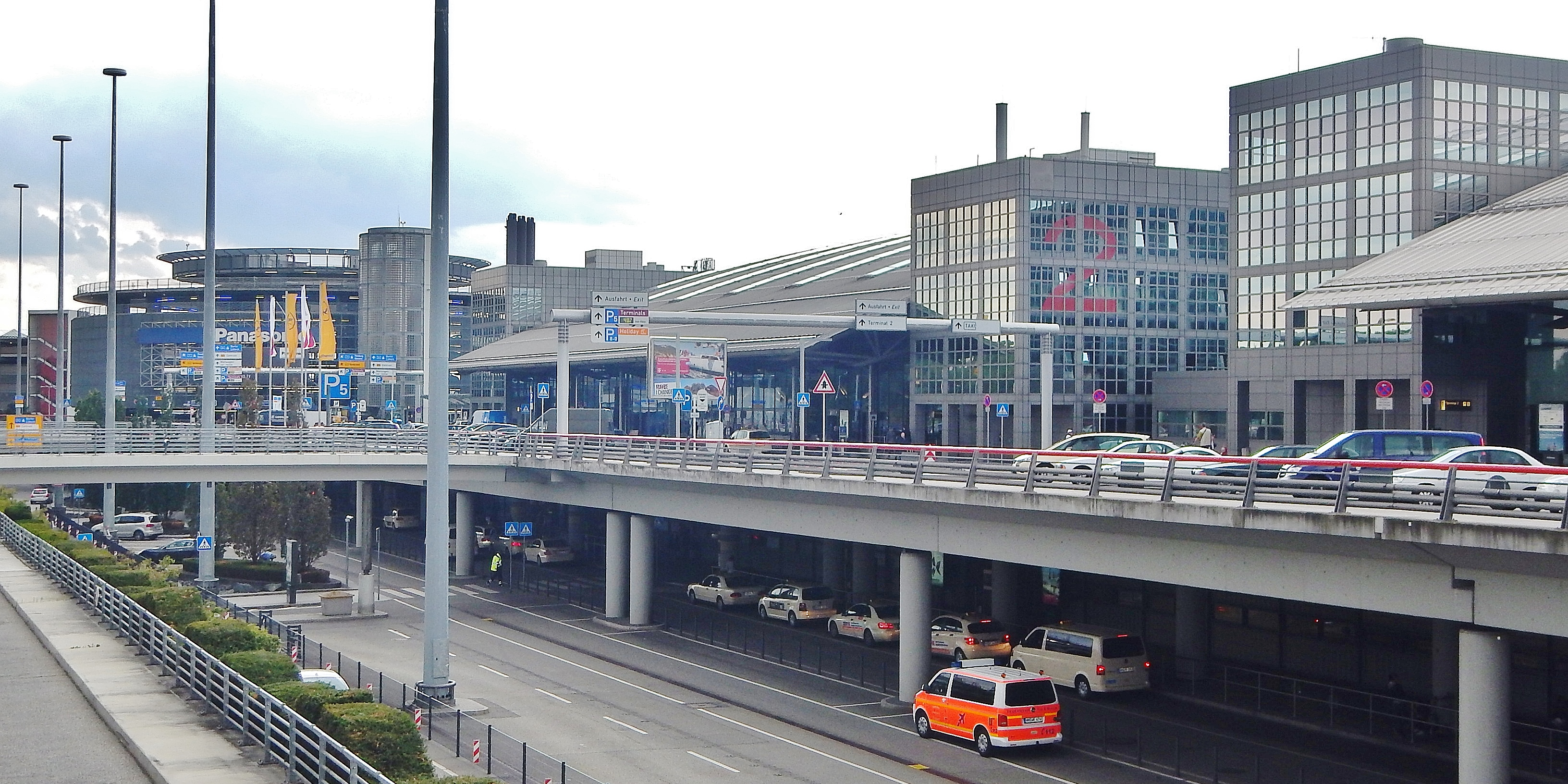
El aeropuerto de Hamburgo, a 60 km, es el más cercano a Harsefeld.

Por el término de Harsefeld no pasa ninguna carretera federal (Bundesstraße) La principal vía es la carretera regional (Landesstraße) L124 que atraviesa el casco urbano y que discurre, de norte a sur, desde Stade hasta Zeven. La L123, por su parte, transita de este a oeste por el norte del término pasando por la pedanía de Issendorf. Desde el casco urbano parten las carreteras comarcales (Kreisstraße) K26 –hacia el este– y K53 –hacia el sur–  mientras que la K77, al oeste del término, comunica la pedanía de Hollenbeck con el vecino municipio de Bargstedt.
Dispone de comunicación por tren mediante la línea que une Buxtehude (al este) y Cuxhaven (al noroeste). Esta línea le permite la conexión indirecta con Hamburgo y Bremen.
En la localidad operan autobuses de las compañías Eisenbahnen und Verkehrsbetriebe Elbe-Weser (EVB) y  KVG Stade. Existe parada para las siguientes líneas:
| Líneas de autobuses con parada en Harsefeld |                                                                      |
| Número                                      | Recorrido                                                            |
| 2029                                        | Stade – Hagen – Helmste – Harsefeld – Ahlerstedt – Wangersen – Zeven |
| 2405                                        | Harsefeld – Apensen – Buxtehude                                      |
| 2401                                        | Griemshorst – Sauensiek – Harsefeld                                  |

Los aeropuertos más cercanos son los de Hamburgo a unos 60 km y Bremen a unos 85 km.

## Demografía

### Hábitat humano
A 31 de diciembre de 2016 vivían 13 831 individuos en el municipio. La evolución de la población ha experimentado un constante aumento desde 1972 que ha llevado su cifra desde 6658 habitantes en ese año a 13 831 en 2016. En 2015, 248 personas nacieron o fijaron su residencia en Harsefeld mientras que 233 fallecieron o partieron de la localidad para vivir en otros lugares. Esto supuso un saldo poblacional positivo de 15 individuos. Su densidad se sitúa en 267 habitantes por km², superior a la que se da en Baja Sajonia donde viven 167 personas por km² y a la que existe en toda Alemania (231 personas por km²).
El casco urbano de la localidad se compone principalmente de viviendas unifamiliares (82 %) u ocupadas por dos hogares (11 %). Las edificaciones que albergan más de tres viviendas son escasas, un 7 % aunque suponen un 28 % de los hogares. En cuanto a las características de las viviendas, el 59 % cuentan con 5 o más habitaciones.

### Características sociales
| Hombres | Edad     | Mujeres |
| ------- | -------- | ------- |
| 3,78    | 75 y más | 5,42    |
| 4,77    | 65-75    | 5,14    |
| 6,07    | 55-65    | 6,56    |
| 8,89    | 45-55    | 8,72    |
| 6,06    | 35-45    | 6,29    |
| 6,08    | 25-35    | 5,38    |
| 6,54    | 15-25    | 5,69    |
| 7,35    | 0-15     | 7,26    |

En 2015, de los 12 874 habitantes, 6376 eran hombres y 6498 mujeres. Dentro del distrito de Stade, donde se encuentra Harsefeld, un 7 % de los habitantes eran extranjeros, porcentaje algo inferior al 8 % que se daba en Baja Sajonia y al 9 % para el total de Alemania.

### Asociaciones
Los habitantes de Harsefeld tienen formadas un buen número de asociaciones que abarcan diferentes áreas, entre otras: bomberos voluntarios; deporte (balonmano, pesca, fútbol, patinaje sobre hielo, caza, motociclismo, automovilismo, ciclismo, equitación, tenis, senderismo); tercera edad; prevención de la violencia doméstica; palomas mensajeras; scouts; amigos del ferrocarril; carnaval; coro para la iglesia; mujeres agricultoras; música; vida en la naturaleza; teatro; cría de caballos; defensa mutua; historia local.

## Administración

### Estructura
El municipio está regido por un consejo de treinta y un miembros dirigido por el alcalde. Junto a los municipios vecinos de Ahlerstedt, Bargstedt y Brest tiene formada la mancomunidad Samtgemeinde Harsefeld cuya sede se sitúa en la propia localidad.
Judicialmente se encuentra dentro de los siguientes ámbitos : primera instancia o Amtsgericht de Buxtehude, el regional o Landgericht de Stade y el regional superior o Oberlandesgericht de Celle.

### Política
| Resultados electorales en la mancomunidad de Harsefeld (datos en %) |               |      |      |     |     |       |       |       |
| Elecciones                                                          | participación | CDU  | SPD  | AfD | FDP | Grüne | Linke | otros |
| Federales 2017                                                      | 63,2          | 48,3 | 25,6 | 9,4 | 4,7 | 6,6   | 4,6   | 0,8   |
| Regionales 2017                                                     | 54,8          | 44,9 | 29,2 | 6,3 | 6,3 | 6,6   | 3,4   | 3,3   |
| Europeas 2014                                                       | 47,9          | 48,4 | 25,3 | 8,0 | 1,5 | 8,7   | 2,8   | 5,3   |

En cuanto a simpatías políticas, dentro de la mancomunidad de Harsefeld no muestran variación dependiendo del tipo de elecciones ya que el partido más votado es la CDU (Unión Demócrata Cristiana).

## Infraestructuras

### Sanidad
En el municipio existen tres farmacias. También tienen consulta abierta médicos que cubren las áreas de medicina general, ginecología, otorrinolaringología, odontología, medicina infantil y fisioterapia. En la vecina Buxtehude se sitúa el hospital general Elbe Klinikum Buxtehude.
Para dar servicio a la tercera edad, existe un centro de día, una residencia y varias organizaciones de atención a domicilio.

### Educación

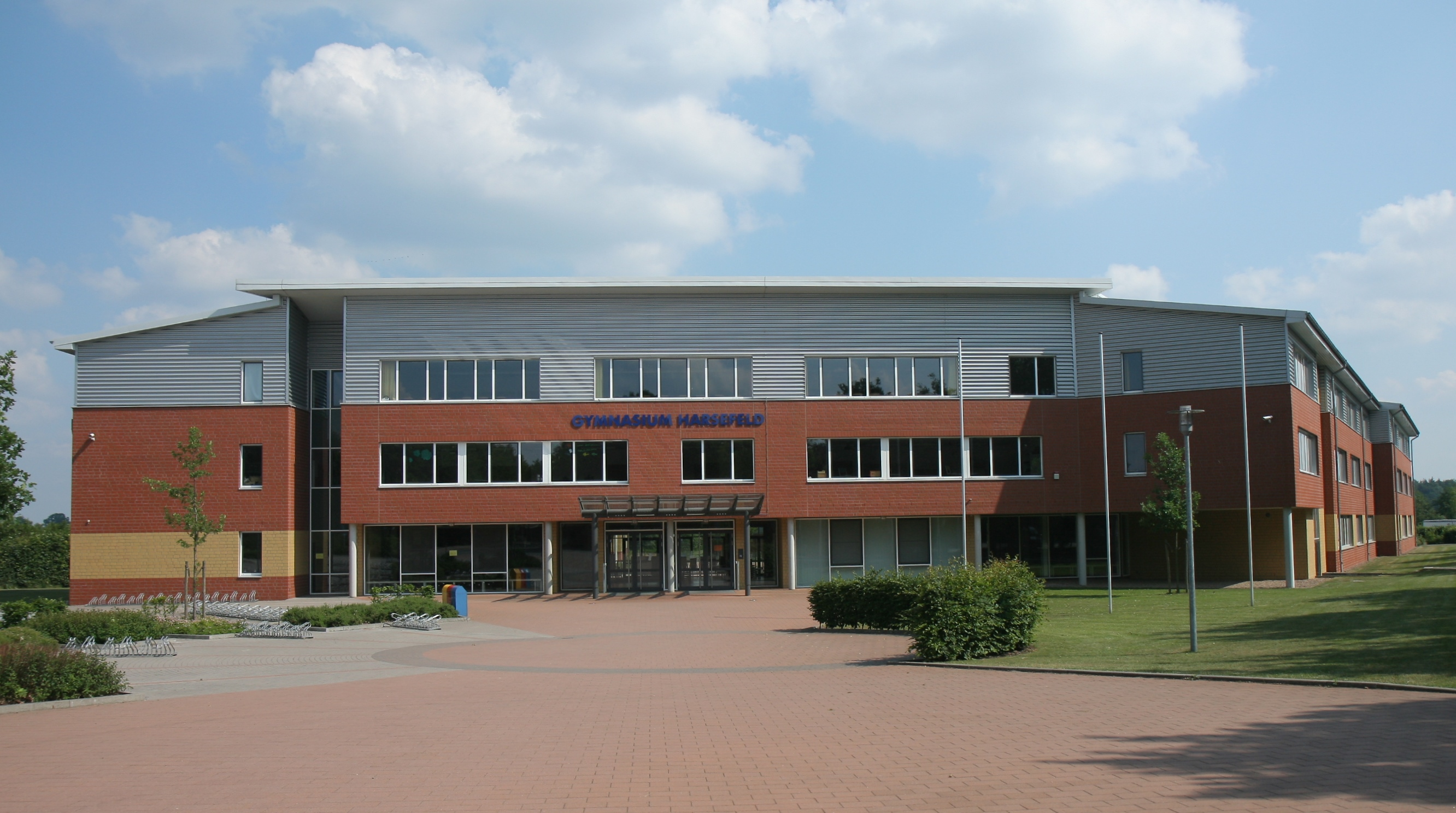
Instituto en Harsefeld.

Harsefeld tiene siete guarderías/escuelas infantiles, una de ellas situada dentro del bosque cercano. Existen dos escuelas para educación primaria, una para la secundaria y otra de educación especial. Para el bachillerato, también cuentan con un centro y además, hay una escuela de arte.

### Deporte

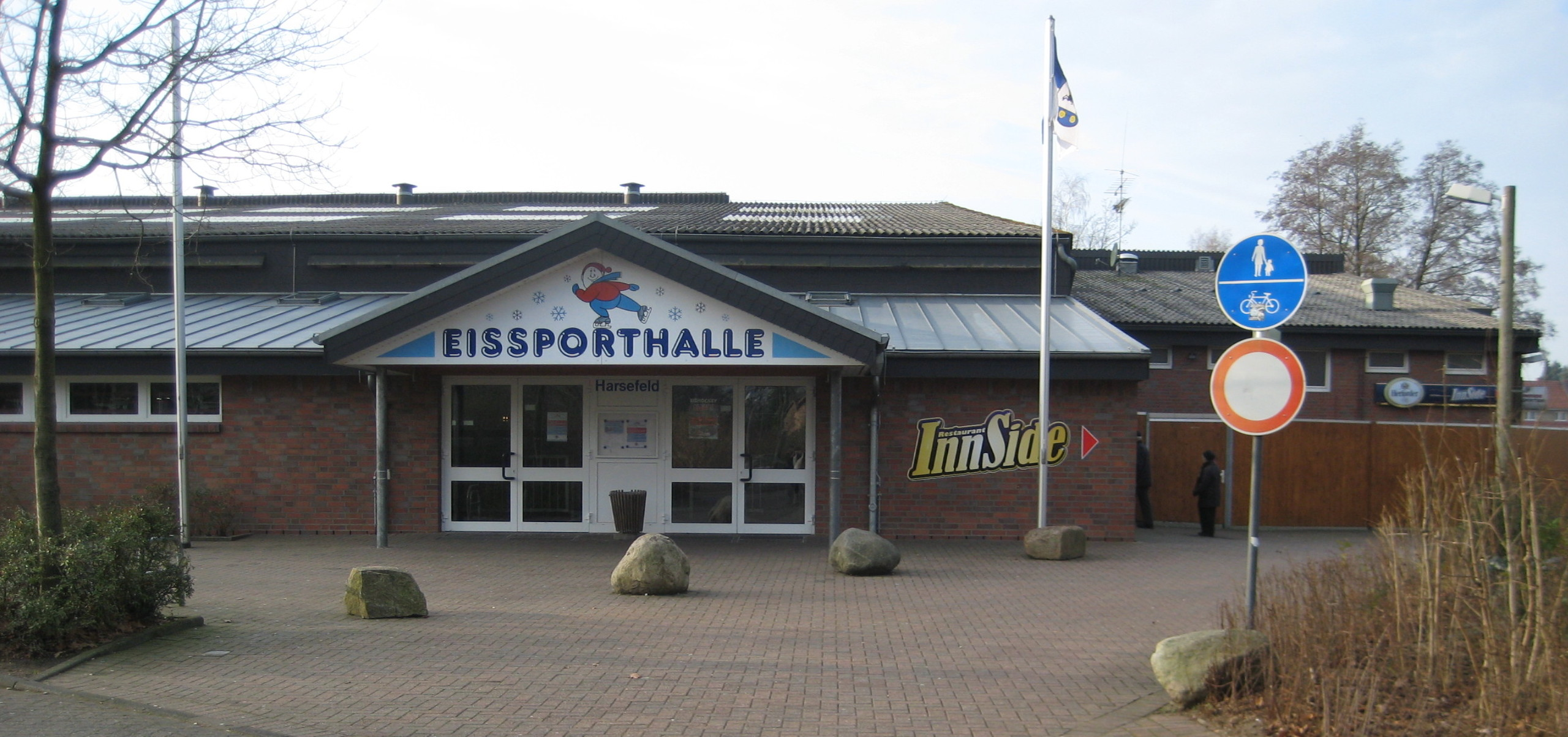
Pabellón para deportes sobre hielo en Harsefeld.

En el municipio existen varias instalaciones deportivas que permiten la práctica de un buen número de deportes: bádminton; baloncesto; balonmano; fútbol; hockey sobre hielo; gimnasia y atletismo; judo; patinaje sobre hielo; tenis; tenis de mesa; voleibol y tiro olímpico. Cuenta con dos piscinas: una abierta climatizada y otra cubierta. También existen tres centros donde practicar la equitación.

### Protección
La localidad cuenta con comisaría de policía que depende de la situada en Stade que, a su vez, depende de la dirección de policía de Luneburgo.
Para el servicio de protección antiincendios, en Harsefeld existen varias agrupaciones de bomberos voluntarios. Para el total de la mancomunidad (en la que Harsefeld representa el 62% de la población) hay un total de 16 puestos de servicio y 597 miembros en activo. También dispone de una agrupación juvenil donde se ejercitan los futuros miembros y en la que en 2017 participaban 62 jóvenes.

### Religión

Red de itinerarios de peregrinación de escandinavia y el báltico. Harsefeld es un importante punto de unión y en su iglesia católica de St. Michel se sitúa un albergue.
Leyenda:
Hærvejen
Camino de San Olaf
Camino de Santiago
Via Romea Germanica

En el ámbito religioso, respecto a la confesión evangélica, la localidad cuenta con la iglesia de St. Marien- und Bartholomäi que está incluida en la «Iglesia Evangélica de Hannover».
Para la católica, existe la pequeña iglesia de St. Michel que es filial de la Mariä Himmelfahrt en Buxtehude y se integra dentro de la diócesis de Hildesheim. En esta iglesia existe un albergue de peregrinos para dar alojamiento a los que recorren el Camino de Santiago que pasa por la población.
Harsefeld es un importante cruce de caminos dentro de la red europea de rutas de peregrinación. En la localidad se unen los Caminos de Santiago denominados «Vía Báltica» –que discurre cerca de la costa del mar báltico desde Kretinga en Lituania– y «Vía Jutlándica» –que  atraviesa la península homónima desde el norte de Dinamarca–. La última etapa de la citada «Vía Jutlándica» es común con la vía romea denominada «Vía Romea Germánica» o «Vía Romea Stadensis» que, a partir de Harsefeld, continua hacia el sur cruzando Alemania y con destino final en Roma.

## Economía

### Actividades
En 2015 existían en el municipio 40 explotaciones agrícolas que disponían, de media, de 66 ha cada una. Había, también, 32 explotaciones ganaderas con una cabaña total de 3726 cabezas de ganado bovino; 2433 de porcino y 502 de equino.
Dentro del sector secundario, funciona empresas de varios sectores: construcción; fontanería; pintura; carpintería; talleres para vehículos; panadero; carnicero; imprenta; electrónica y producción de energía eólica.
En el sector terciario hay también buen número de pequeñas empresas para limpieza;  decoración; servicios financieros; almacenes de materiales de construcción; pompas fúnebres; floristería; informática; supermercado; autoescuela; fotografía; peluquería; inmobiliaria; ingeniería; cosmética; comercios de ropa y zapatos; gestoría; seguridad; veterinaria; gasolinera; taxi; restauración y hostelería.

### Nivel económico
La población en el total del municipio tiene un nivel económico superior en comparación con el resto del país. Los ingresos medios anuales de los habitantes obligados a pagar impuestos son de 34 593 euros, un 10 % superiores a la media de Alemania que se sitúa en 31 500 euros. La tasa media de impuestos que pagan es del 16,5 % mientras que la media nacional se sitúa en el 17,4 %.

## Turismo

### Elementos destacados
La localidad cuenta con varios elementos de interés turístico: un parque arqueológico de 5 ha sobre el antiguo convento benedictino; un museo sobre la historia de Harsefeld; un vagón de tren museo; un granero museo con antiguos elementos usados en agricultura.

### Atracciones

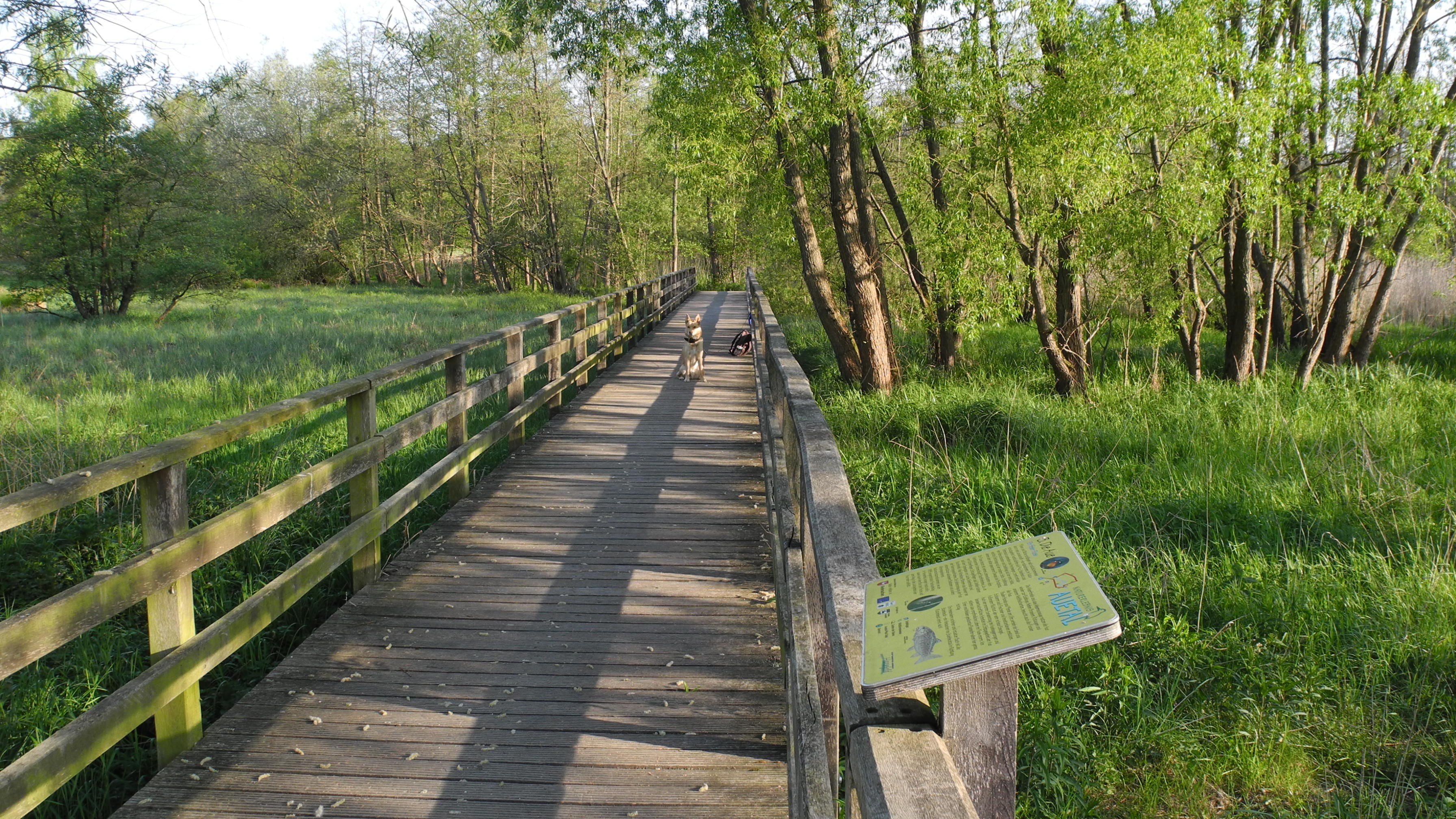
Puente de una de las rutas para senderismo en Harsefeld.

La oferta turística del municipio está bastante centrada en su entorno natural. Harsefeld está integrado, junto a otros municipios, en la región de vacaciones Altes Land am Elbstrom (tierra antigua junto al Elba). En concreto, se encuentra dentro de la región natural Stader Geest con bosques y prados. Para la práctica del ciclismo existe cerca de 1000 km de senderos repartidos por toda la región de vacaciones que, entre mayo y septiembre, son recorridos por cerca de 50.000 ciclistas. Entre ellos sobresale la ruta  Elberadweg, una de las más notables en Alemania.

### Infraestructura
En su página web, el municipio incluye una relación de los establecimientos hoteleros disponibles. La tipología de los establecimientos es muy variada: hoteles, bed & breakfast, Gaststätte (restaurante con habitaciones), pensiones, granjas, casas de vacaciones y campamentos. En el ámbito hostelero, la localidad también cuenta con varios restaurantes y cafés.